# مورنان
مورنان هي قرية في مقاطعة أصفهان، إيران. عدد سكان هذه القرية هو 413 في سنة 2006.